# 괴산읍
괴산읍(槐山邑)은 대한민국 충청북도 괴산군의 군청 소재지이며, 소백산맥의 산간분지이다.

## 개요
괴산읍은 괴산군의 중앙에 위치하며, 달천의 지류가 다시 두 줄기로 갈라지는 분기점 사이의 곡저평지에 발달한 소도읍이다. 동쪽에는 감물면과 칠성면, 남쪽은 문광면, 서쪽은 소수면, 북쪽은 불정면과 접하고 있는 군청 소재지읍으로서 괴산읍사무소는 현 농협군지부 자리에 있던 것을 1981년 6월2일 군청사를 수진리로 신축이전함에 따라 구군청사로 이전하였다.
농산물의 집산지이고 특히 황색담배가 유명하다. 부근에는 높이 50ｍ, 폭 10ｍ의 수옥정 폭포가 있다. 군내에는 초등학교 15개교, 중학교 10개교, 고등학교 2개교가 있다.

## 법정리
- 검승리
- 능촌리
- 대덕리
- 대사리
- 동부리
- 사창리
- 서부리
- 수진리
- 신기리
- 신항리
- 정용리
- 제월리

## 학교
- 괴산명덕초등학교 (서부리)
- 괴산동인초등학교 (서부리)
- 신기초등학교 (폐교) - 괴산읍 신기로3길 43 (신기리)
- 괴산북중학교 (서부리)
- 괴산중학교 (대사리)
- 괴산고등학교 (대사리)
- 중원대학교
- 육군학생군사학교

## 주거
| 단지명        | 건설사           | 시행사       | 주소                       | 입주       | 비고     |
| ------------- | ---------------- | ------------ | -------------------------- | ---------- | -------- |
| 괴산 동부주공 | (합)성화종합건설 | 대한주택공사 | 괴산읍 남산1길 25 (동부리) | 2008년 5월 | 국민임대 |